# Agonòteta
Agonòteta(en grec antic ἀγωνοθέτης, plural ἀγωνοθέται) era la persona que en els antics jocs grecs decidia les disputes i atorgava els premis, equivalent als moderns àrbitres.
Originalment eren les persones que organitzaven els jocs i oferien els premis, i així va seguir sent en els jocs que organitzaven els particulars. Però en els grans Jocs Públics, com els Jocs Ístmics o els Jocs Pitis, eren els representants dels diferents estats participants, tal com ho eren els amfictions als Jocs Pítics, o bé eren escollits entre la gent del país on se celebraven.
Durant els temps en què les repúbliques gregues van tenir importància, els habitants de la ciutat d'Elis eren els agonòtetes dels Jocs Olímpics, els corintis dels Jocs Ístmics, els amfictions dels Jocs Pitis, i els corintis, argius i habitants de Cleones dels Jocs Nemeus. Els agonòtetes portaven un vestit de color púrpura i un ceptre com a símbol d'autoritat.